# Georges Bouzianis
Georges Bouzianis (en grec moderne : Γιώργος Μπουζιάνης, en allemand : Jorgos Busianis) est un peintre grec né à Athènes le 8 novembre 1885 et mort le 23 octobre 1959.
Il fut un des grands peintres expressionnistes grecs. Cette tendance picturale eut des difficultés à s'imposer en Grèce. Bouzianis fut même rejeté par son pays natal.
Après avoir étudié à l'École des Beaux-Arts d'Athènes, il termina sa formation artistique à Munich à partir de 1908. Il y découvrit l'expressionnisme allemand de la Neue Münchener Sezession. Dès 1912, il fut un des principaux animateurs de ce mouvement. Dans les années 1920, il résidait à Berlin où il fut l'élève de Max Liebermann. Il y acquit une certaine célébrité dans les milieux artistiques.
À l'arrivée des nazis au pouvoir, il retourna en Grèce où il poursuivit son travail et ses recherches esthétiques dans un isolement presque complet.
Certains considèrent qu'il influença l'expressionnisme américain de l'après Seconde Guerre mondiale (Willem de Kooning, Jackson Pollock ou Mark Rothko).